# Хелмно-Парцеле (Великопольське воєводство)
Хелмно-Парцеле (пол. Chełmno-Parcele) — село в Польщі, у гміні Домб'є Кольського повіту Великопольського воєводства.
Населення — 136 осіб (2011).
У 1975-1998 роках село належало до Конінського воєводства.

## Демографія
Демографічна структура станом на 31 березня 2011 року:
|          | Загалом | Допрацездатний вік | Працездатний вік | Постпрацездатний вік |
| -------- | ------- | ------------------ | ---------------- | -------------------- |
| Чоловіки | 66      | 9                  | 47               | 10                   |
| Жінки    | 70      | 11                 | 44               | 15                   |
| Разом    | 136     | 20                 | 91               | 25                   |